# Лазарцево (Тутаевский район)
В Ярославской области есть ещё одна деревня Лазарцево, в Ростовском районе.
Лазарцево (по топокарте Лазарьцево) — деревня Артемьевского сельского округа Артемьевского сельского поселения Тутаевского района Ярославской области .
Деревня находится на западе сельского поселения, к северо-западу от Тутаева. Она расположена с северо-восточной стороны от федеральной трассы Р151 Ярославль—Рыбинск, на участке Тутаев — Рыбинск. Деревня стоит на удалении около 1 км от правого берега реки Эдома. Она  протянулась параллельно федеральной трассе и её северо-западная окраина практически соприкасается с деревней Артемьево, которая уже стоит непосредственно на Эдоме. С противоположной стороны на федеральной трассе в сторону Тутаева стоит деревня Лыкошино, а за ней на расстоянии около 2 км центр сельского поселения деревня Емишево .
На плане Генерального межевания Борисоглебского уезда 1792 года указаны две деревни: деревня Лазарцова расположена по юго-западную сторону от тракта, а напротив её указана деревня Данилкова. В 1825 Борисоглебский уезд был объединён с Романовским уездом. По сведениям 1859 года деревня относилась к Романово-Борисоглебскому уезду .
На 1 января 2007 года в деревне Лазарцево числилось 13 постоянных жителей . По карте 1975 г. в деревне жил 21 человек. Почтовое отделение, находящееся в городе Тутаев, обслуживает в деревне Лазарцево 35 домов .